# 久住欣也
久住 欣也（ひさずみ よしなり、Yoshinari Hisazumi）は、日本のアートディレクター、グラフィックデザイナー。
株式会社Hd LAB（エイチディ ラボ）、有限会社ヒサズミデザイン代表取締役。

## 来歴・人物
1965年7月11日、福岡県大牟田市生まれ。福岡県立三池高等学校を経て、1988年武蔵野美術大学造形学部視覚伝達デザイン学科修了。企業ブランディング、CI・VI、広告、エディトリアルデザイン、パッケージデザイン、空間デザイン、ウェブサイト等の企画・制作からアートディレクションまでを行う。

## 主な仕事
- エディトリアル
  - 『LEON』主婦と生活社（2001年創刊〜）
  - 『LEON』の女性版『NIKITA』も2004年の創刊から2008年の休刊まで、アートディレクションを担当
- グラフィック
  - 『空想生活』エレファントデザイン（1997年〜）
  - 『80（ハチジュウ）』エフエム東京（2000年〜）
- 広告キャンペーン
  - 『OIOIサマーキャンペーン』丸井（2008年）
- シンボルマーク
  - 『FM FESTIVAL』エフエム東京（2002年）
- コーポレートコミュニケーション
  - 『ACTUS』の広告、店内グラフィック、ショップツール、商品のデザイン企画（2006年〜）

## 主な受賞歴
- 第61回全国カレンダー展（経済産業省商務情報政策局長賞）[1][2]